# Hoplocorypha narocana
Hoplocorypha narocana es una especie de mantis de la familia Thespidae.

## Distribución geográfica
Se encuentra en Etiopía, Kenia, Tanzania, Chad y Zambia.